# Brandi Jenő
Brandi Jenő, eredetileg Brandeiszki Jenő (Budapest, 1913. május 23. – Budapest, 1980. december 4.) olimpiai bajnok vízilabdázó, edző, sportvezető.
Középiskolásként kezdett rendszeresen úszni. Az iskolája csapatában versenyzett. Később már az MTK játékosaként ifjúsági bajnok volt vízilabdában. Az MTK-ban 1938-ig szerepelt, majd a csapat feloszlatása miatt a BSE-be igazolt, ahol bajnokságot nyert 1940-ben. A háború után a Vasas SC játékosa lett, melynek színeiben két magyar bajnokságot nyert meg.
1934. június 3-án volt első alkalommal válogatott, Tatabányán Csehszlovákia ellen. 1936-ban olimpiai, 1934-ben és 1938-ban Európa-bajnok lett. 1948-ban olimpiai ezüstérmet szerzett.1934-től a magyar vízilabda-válogatott tagja. Hatvanegyszer szerepelt a magyar válogatottban.
Az aktív sportolástól 1949-ben vonult vissza.
Visszavonulása után a Bp. Honvéd vízilabda-szakosztályának alapító tagja volt. Nemzetközi szintű játékvezető volt. 1964-től 1972-ig a Magyar Úszó Szövetség (MÚSZ) elnökségi tagja, a Nemzetközi Úszószövetség (FINA) technikai bizottságának tagja, nemzetközi versenybíró. 1977-től 1979-ig-ig a Híradástechnika SE edzője volt. 1978-ban megnyerték a másodosztály B, 1979-ben az A csoportját. 1980-ban a Bp. Volán néven induló csapat edzője volt az OB I-ben.
Emlékére utánpótláskupát neveztek el róla. 2003-ban egykori lakóházán (Klauzál tér 5.) emléktáblát helyeztek el.

## Sporteredményei
Vízilabda
- olimpiai bajnok (1936)
- olimpiai 2. helyezett (1948)
- kétszeres Európa-bajnok (1934, 1938)
- Európa-bajnoki 4. helyezett (1947)
- háromszoros főiskolai világbajnok (1933, 1935, 1937)
- Magyar bajnokság
  - bajnok (1940, 1947, 1949)
  - második (1938, 1942, 1943, 1945)
  - harmadik (1934, 1935, 1937, 1944, 1946)
- Magyar kupa
  - győztes (1942, 1947)

Úszás
- magyar bajnokság
  - bajnok: vegyes váltó (1934)
  - második: folyamúszás csapat (1935)
  - harmadik: 4 × 200 m gyors (1934)

## Források

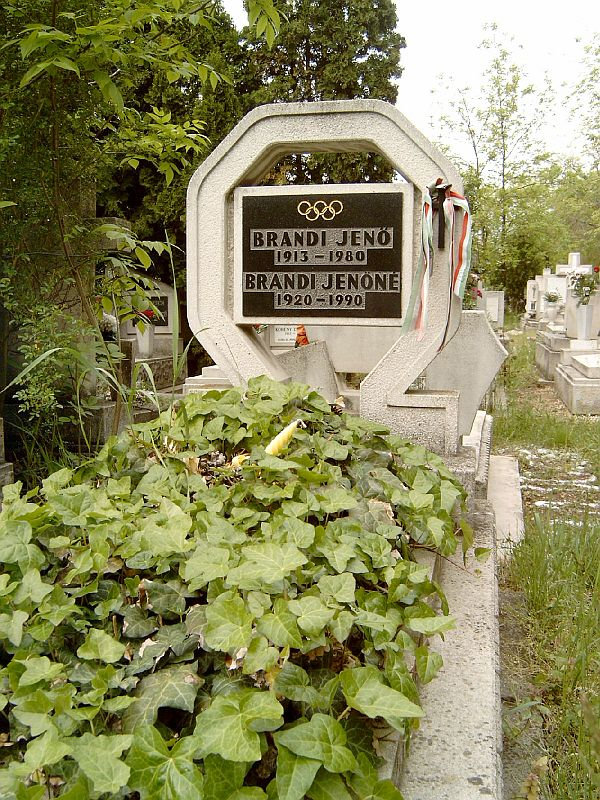
Brandi Jenő sírja Budapesten. Új köztemető: 64/9-1-55